# Mascarilla higiénica

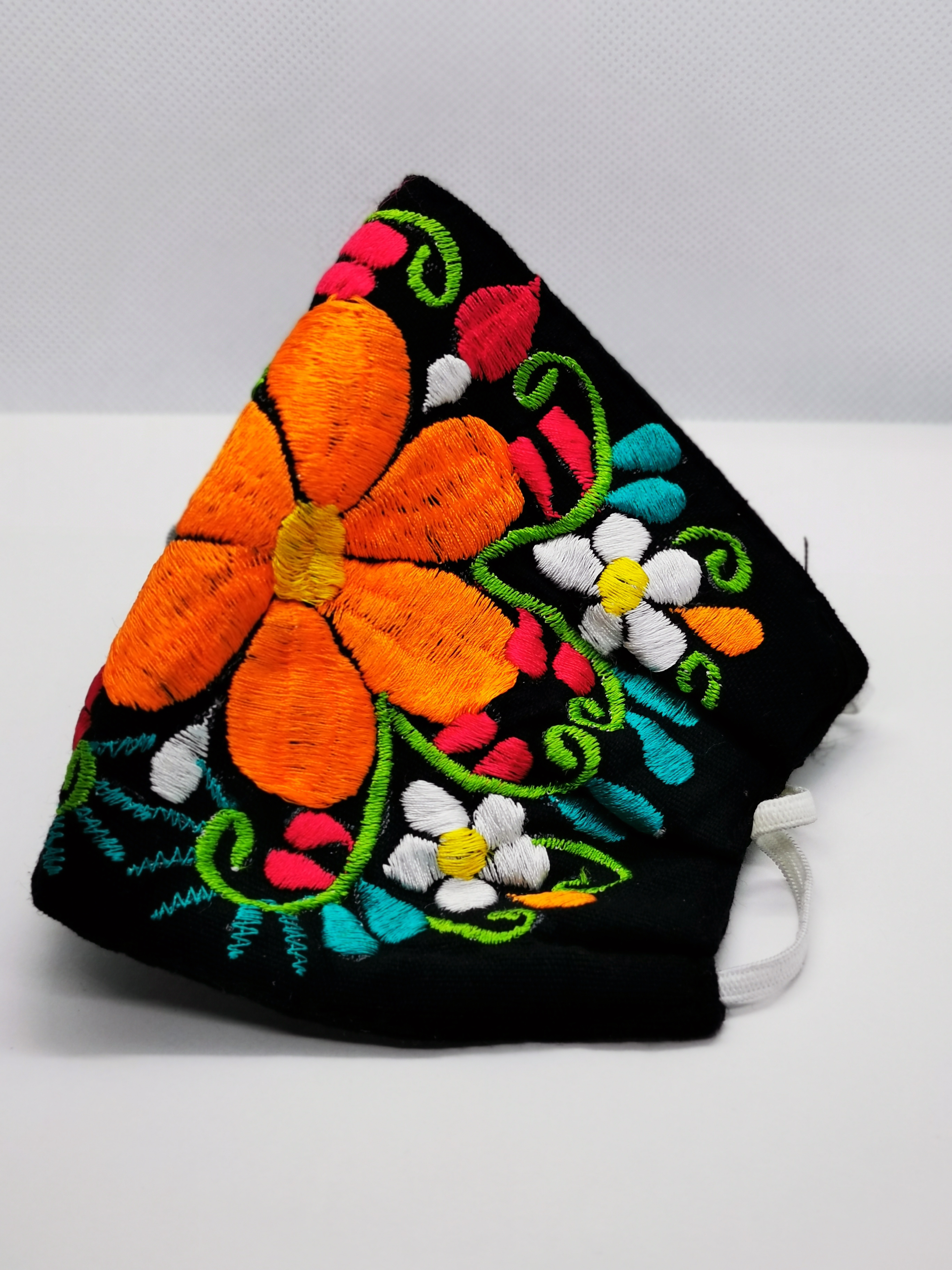
Mascarilla higiénica con bordado artesanal del estado de Puebla, México.

Una mascarilla higiénica es una máscara hecha de textiles comunes, generalmente algodón, que se usa sobre la boca y la nariz. A diferencia de las máscaras quirúrgicas y las mascarillas tales como las máscaras N95, FFP2 y FFP3, las mascarillas higiénicas no están sujetas a regulación, y actualmente hay poca investigación u orientación sobre su efectividad como medida de protección contra la transmisión de enfermedades infecciosas o la contaminación del aire por partículas.
Fueron utilizadas habitualmente por trabajadores de la salud a partir de finales del siglo XIX hasta mediados del siglo XX. En la década de 1960 dejaron de usarse en el mundo desarrollado en favor de las máscaras quirúrgicas modernas, pero su uso ha persistido en los países en desarrollo. Se han vuelto muy populares durante la pandemia de COVID-19, debido a la escasez de mascarillas quirúrgicas.

## Uso
Las mascarillas de tela reutilizables se utilizan principalmente en países en desarrollo y especialmente en Asia. Contrastan con las máscaras quirúrgicas y las mascarillas, como las N95, que están hechas de tela no tejida formada a través de un proceso de soplado en masa fundida y están reguladas por su efectividad. Al igual que las mascarillas quirúrgicas, y a diferencia de las mascarillas tipo N95, las mascarillas de tela no proporcionan un sello alrededor de la cara.
En entornos de atención médica, se usan en pacientes enfermos como "control de fuente" para reducir la transmisión de enfermedades a través de gotitas respiratorias, y por trabajadores de la salud cuando no hay máscaras quirúrgicas y respiradores disponibles. Las mascarillas de tela generalmente se recomiendan para usar solo como último recurso si se agotan los suministros de máscaras quirúrgicas y respiradores. También son utilizados por el público en general en entornos domésticos y comunitarios como protección percibida contra las enfermedades infecciosas y la contaminación del aire por partículas.
Varios tipos de mascarillas de tela están disponibles comercialmente, especialmente en Asia. Las máscaras caseras también se pueden improvisar con bandanas, camisetas, pañuelos, bufandas, o toallas.

## Consideraciones sobre el uso de mascarillas higiénicas
Un estudio preparado en abril de 2020 por el Centro Europeo de Prevención y Control de Enfermedades dependiente de la Comunidad Europea, ha formulado las siguientes consideraciones en cuanto al uso de mascarillas higiénicas:
- El uso de mascarillas higiénicas en público puede servir como un medio de control de fuente para reducir la propagación de infección en la comunidad al minimizar la excreción de gotas respiratorias de individuos infectados que aún no han desarrollado síntomas o que permanecen asintomáticos. No se sabe cuánto el uso de máscaras en la comunidad puede contribuir a una disminución de la transmisión además de otras contramedidas.
- Se podría considerar el uso de mascarillas higiénicas en la comunidad, especialmente cuando se visita espacios cerrados con elevados niveles de ocupación tales como supermercados, centros comerciales, o cuando se utiliza el transporte público, etc.
- Se podría considerar el uso de mascarillas higiénicas confeccionadas de diversos textiles, especialmente si, debido a problemas de suministro: las máscaras faciales médicas deben tener prioridad para su uso como equipo de protección personal por trabajadores de la salud. Esto se basa en evidencia indirecta limitada que respalda el uso de mascarillas higiénicas no médicas como un medio de control de la fuente.
- El uso de mascarillas en la comunidad debe considerarse solo como una medida complementaria y no como reemplazo de las medidas preventivas establecidas, por ejemplo, distanciamiento físico, etiqueta en la interacción con las personas, higiene meticulosa de las manos y evitar tocarse la cara, la nariz, los ojos y la boca.
- El uso apropiado de las mascarillas faciales es clave para la efectividad de la medida y puede mejorarse a través de campañas educativas.

## Eficacia
A partir de 2015, no se habían realizado ensayos clínicos aleatorizados u orientación sobre el uso de mascarillas de tela reutilizables. La mayoría de las investigaciones se realizaron a principios del siglo XXI, antes de que las máscaras quirúrgicas desechables se volvieran frecuentes. Un estudio de 2010 encontró que entre el 40 y el 90% de las partículas penetraron una máscara de tela. El rendimiento de las mascarillas de tela varía mucho con la forma, el ajuste y el tipo de tela, así como la finura de la tela y el número de capas. A partir de 2006, la Administración de Alimentos y Medicamentos de Estados Unidos no había aprobado máscaras faciales de tela para usarlas como máscaras quirúrgicas.

## Tipos de mascarillas de uso común

### Mascarillas quirúrgicas
Las mascarillas quirúrgicas son mascarillas de uso médico, utilizadas por profesionales sanitarios en cirugía y otros procedimientos con el objetivo de proteger al paciente de posibles agentes infecciosos presentes en la cavidad nasal o bucal del usuario de la mascarilla. Estas mascarillas quirúrgicas pueden estar previstas también para que los pacientes y otras personas las lleven puestas con el objetivo de reducir el riesgo de propagación de infecciones, particularmente en caso de situaciones pandémicas como el COVID-19. Ejercen básicamente de barrera para evitar la emisión de gotículas respiratorias al estornudar o toser. 
Según su Eficacia de Filtración Bacteriana (BFE), se dividen en mascarillas quirúrgicas de Tipo I (BFE ≥ 95%) o Tipo II (BFE ≥ 98%). Existe un tercer tipo, denominado IIR, para aquellas mascarillas de tipo II que además son resistentes a las salpicaduras de sangre y otros fluidos biológicos del paciente que pudieran estar contaminadas por microorganismos. Estas mascarillas, por tanto, pueden prevenir la transmisión del agente infeccioso desde una persona infectada a otras personas sanas, pero su eficacia a la hora de prevenir el contagio al usuario de la misma parece más limitada, con una menor evidencia científica al respecto. Están autorizadas como productos sanitarios, con base en lo establecido en el Real Decreto 1591/2009, de 16 de octubre, por el que se regulan los productos sanitarios y se rigen por la normativa europea UNE-EN 14683. 

### Mascarillas autofiltrantes FFP
Las Mascarillas filtrantes o mascarillas autofiltrantes deben filtrar un porcentaje de micropartículas orgánicas o inorgáncias y por tanto, deben proteger al usuario de la mascarilla frente a la inhalación de contaminantes ambientales –en partículas o aerosoles– tales como agentes patógenos, agentes químicos, antibióticos, citostáticos, etc. No protegen frente a gases o vapores, si bien existen máscaras con filtros específicos para esos casos. Las mascarillas autofiltrantes se consideran Equipos de Protección Individual (EPI), regulados, en Europa, por el Reglamento (UE) 2016/425 del Parlamento Europeo y del Consejo, de 9 de marzo de 2016, relativo a los equipos de protección individual y se rigen bajo la normativa europea UNE-EN 149. 
Clasificación por su porcentaje de filtrado
- Mascarilla FFP1 (filtro de partículas tipo P1): tienen una eficacia de filtración mínima del 78% y un porcentaje de fuga hacia el interior máximo del 22%. Suelen emplearse frente a partículas de material inerte, y no se recomiendan para uso médico.
- Mascarilla FFP2 (filtro de partículas tipo P2): tienen una eficacia de filtración mínima del 92% y un porcentaje de fuga hacia el interior máximo del 8%. Se utilizan frente a aerosoles de baja o moderada toxicidad.
- Mascarilla FFP3 (filtro de partículas tipo P3): tienen una eficacia de filtración mínima del 98% y un porcentaje de fuga hacia el interior máximo del 2%. Se utilizan frente a aerosoles de alta toxicidad.

Las mascarillas autofiltrantes pueden tener o no una válvula de exhalación para reducir la humedad y el calor dentro de la mascarilla, proporcionando una mayor comodidad al usuario y ofreciendo la sensación de una menor resistencia respiratoria. Estas mascarillas con válvula no deberían utilizarse en ambientes estériles, ni tampoco en el caso de pacientes infectados con COVID-19, ya que podrían transmitir el virus a través de la válvula, salvo en el caso de que la válvula estuviera protegida a diseñada para evitar dicha transmisión hacia el exterior.
Estas mascarillas filtrantes FFP2 y FFP3 van a proteger por tanto al usuario frente a la infección COVID-19. Además, podrían evitar la transmisión desde el usuario hacia el exterior, en caso de que estuvieran diseñadas para ello.
Deben reservarse para profesionales sanitarios que atiendan a personas infectadas por SARS-CoV-2, y en especial, las FFP3 para aquellas situaciones en las que se generen aerosoles que favorezcan el contagio, como en caso de intubación traqueal, lavado broncoalveolar, o ventilación manual.

### Mascarillas higiénicas o de barrera
Las Mascarillas higiénicas o de barrera están destinadas a personas sin síntomas que no sean susceptibles de utilizar mascarillas quirúrgicas ni filtrantes, con base en las recomendaciones establecidas por el Ministerio de Sanidad en su documento técnico “Prevención y control de la infección en el manejo de pacientes con COVID19” y en aquellas situaciones en las que el desabastecimiento de mascarillas de uso médico, las pueda hacer recomendables. El objetivo de su empleo en la pandemia COVID -19 es intentar reducir el riesgo de transmisión del virus desde la boca y la nariz del usuario no enfermo o asintomático, como medida complementaria a otras medidas preventivas aprobadas por las autoridades sanitarias. No obstante, tal y como el ECDC ha indicado, no hay datos actualmente que permitan establecer su eficacia para prevenir esta transmisión. Aunque tampoco se dispone de evidencias suficientes para extraer conclusiones sólidas, parece que este tipo de mascarillas tiene una eficacia muy limitada en la prevención del contagio por el usuario de la misma, y en cualquier caso, depende del material del que esté fabricada. 
Existen dos tipos de mascarillas higiénicas
- NO reutilizables. Estas mascarillas se rigen por la Especificación UNE 0064-1 (mascarilla no reutilizable para adultos) y la Especificación UNE 0064-2 (mascarilla no reutilizable para niños).
- Reutilizables. Estas mascarillas se rigen por la Especificación UNE 0065 (mascarillas reutilizables para adultos y niños). En el caso de las mascarillas Informe Técnico – Utilización de mascarillas. 6 higiénicas reutilizables, el lavado y secado de la mascarilla debe ser acorde a las recomendaciones del fabricante. Después de cada lavado se debe realizar una inspección visual por si se detecta algún daño.

Las mascarillas higiénicas objeto de estas especificaciones, no deben considerarse un producto sanitario (PS) en el sentido de la Directiva 93/42 CE o del Reglamento UE/2017/745, ni un equipo de protección individual (EPI) en el sentido del Reglamento UE/2016/425.
Conviene recordar, por último, que el uso de cualquier mascarilla, con independencia del tipo, no supone en ningún caso una protección total frente al contagio (propio o de personas próximas), habida cuenta de que ninguna de ellas protege los ojos, otra posible vía de entrada del virus. Es por ello muy importante reincidir y complementar el uso de mascarillas con el resto de medidas preventivas, tanto higiénicas como de distanciamiento social.

## Historia
El primer uso registrado de una máscara higiénica de tela fue por un cirujano francés Paul Berger durante una operación de 1897 en París. Las máscarillas se usaron para proteger contra enfermedades infecciosas a principios del siglo XX. Un diseño de Wu Lien-teh, que trabajó para la Corte Imperial China en el otoño de 1910 durante un brote de Peste bubónica, fue el primero en proteger a los usuarios de bacterias en pruebas empíricas e inspiró máscarillas usadas durante la Pandemia de gripe de 1918.

## Confección de mascarillas higiénicas para la prevención del COVID-19
Durante la pandemia de COVID-19 se produjo una escasez generalizada de mascarillas ante la necesidad de su uso para evitar contagiar y ser contagiado. Ante esta situación surgieron propuestas individuales, empresariales y estatales para la confección de las denominadas mascarillas higiénicas, que sin cumplir las normas exigidas para las mascarillas quirúrgicas y de protección (mascarilla FFP2 y mascarilla FFP3 o mascarilla N95) cumplen una función higiénica evitando o disminuyendo la posibilidad del contagio.
Los Centros para el Control y la Prevención de Enfermedades de los Estados Unidos publicaron un patrón de mascarillas caseras sin costuras usando un pañuelo y un filtro de café, así como un video sobre cómo hacer mascarillas con bandas de goma y telas dobladas que se encuentran en casa. Los científicos de todo el país se han encargado de identificar los materiales cotidianos que hacen un mejor trabajo al filtrar partículas microscópicas. En pruebas recientes, los filtros de horno HEPA obtuvieron buenos resultados, al igual que las bolsas de aspiradora, las capas de fundas de almohada de 600 unidades y la tela similar al pijama de franela. Los filtros de café apilados tuvieron puntuajes medios. Las bufandas y el material de pañuelos tuvieron los puntajes más bajos, pero aun así capturaron un pequeño porcentaje de partículas.